# Bobotov Kuk
Bobotov Kuk (2523 m n.p.m.) – najwyższy szczyt pasma Durmitor, w Górach Dynarskich, położony w Czarnogórze. Znajduje się pomiędzy dolinami rzek Piva i Tara. Zbudowany jest głównie z wapieni i skał osadowych w których występują liczne formy krasowe.
Pierwszego wejścia dokonał Oscar Baumann w 1883 r.